# Oleg Beláventsev
Oleg Yevguénievich Belavéntsev (en ruso: Олéг Евгéньевич Белавéнцев; Moscú, Unión Soviética, 15 de septiembre de 1949), es un vicealmirante de la marina rusa. Se desempeñó como Representante Presidencial en el Distrito Federal de Crimea entre 2014 y 2016.
El 21 de marzo de 2014, fue nombrado por Vladímir Putin como representante Plenipotenciario del Presidente de la Federación de Rusia en un Distrito Federal en Crimea, coincidiendo su creación como nuevo distrito federal como parte de la anexión a Rusia. Belávintsev es considerado políticamente cercano al ministro de Defensa de Rusia, Serguéi Shoigú.
El 28 de abril fue incluido en una lista de sancionados por parte de Estados Unidos.

## Biografía
Oleg Belavéntsev nació el 15 de septiembre de 1949 en Moscú.
En 1971 se graduó de la Escuela Superior de Ingeniería Naval de Sebastópol. Sirvió en los submarinos nucleares de la flota del Norte. Se graduó en la Academia Diplomática Militar.
Según informes no confirmados, desde 1982 trabajó como Tercer Secretario de Ciencia y Tecnología de la Embajada de la Unión Soviética en Londres en 1985 fue expulsado de Gran Bretaña por espionaje. Más tarde sirvió en Alemania.
En 1995, fue nombrado para el cargo de Primer Subdirector General del "Rosoboronexport", que ocupó hasta mayo de 1999.
Desde mayo de 2012 al 24 de diciembre de 2012 fue gerente Jefe del gobernador del Óblast de Moscú y del gobierno regional (bajo el gobernador Serguéi Shoigú).
El 21 de marzo de 2014 fue designado representante plenipotenciario del Presidente de la Federación Rusa, formándose en el mismo día el Distrito Federal de Crimea. El 28 de marzo de 2014 , el presidente ruso, Vladímir Putin, lo incluyó al Consejo de Seguridad de la Federación Rusa.